# Завод фосфорної хімії в Еп'єррі
Завод фосфорної хімії в Еп'єррі — виробничий майданчик на південному сході Франції.
Виробничий майданчик у Еп'єррі належав до численних заводів, які зводили у Франції наприкінці XIX — на початку XX століть для використання гідроенергетичних ресурсів Альп. Його заснував в 1898—1899 роках підприємець Rochette Frères з метою виробництва феросплавів, при цьому забезпечення електроенергією здійснювала ГЕС Lauzière, розташована побіч із плавильним виробництвом. З 1910-го в Еп'єррі ввели в дію ГЕС Moulins, яка була підсилена в 1920-х роках (ця станція діє і понині та наразі має потужність у 2,2 МВт).
В якийсь момент завод опинився під контролем компанії Société Coignet, що в 1924-му перемістила сюди виробництво жовтого фосфору зі свого майданчика у Помблієрі (за два десятки кілометрів на схід від Еп'єрр). Загальна концепція підприємства при цьому не змінилась, оскільки цільовий продукт отримували шляхом переробки фосфоритів у електричних печах. Не пізніше 1928-го також організували виробництво фосфідів заліза та міді.
Відомо, що в 1960-му майданчик випустив 6 тисяч тонн фосфору, а в 1971-му цей показник зріс до 13,5 тисячі тонн. Станом на початок 1970-х вироблені в Еп'єрр фосфор та фосфорний ангідрид (результат спалювання фосфору, прекурсор термічної фосфорної кислоти) відправлялись на хімічні майданчики у Brignoud, Руані та Ле-Рош-де-Кондріє (на останній припадало близько 80 % споживання).
Що стосується власників майданчику, то в 1962-му Société Coignet була придбана великою хімічною та металургійною компанією Kuhlmann Establishments, яка у 1966-му об'єднала хімічний бізнес із La Société d’électrochimie, d'électrométallurgie et des aciéries électriques d'Ugine зі створенням Produits Chimiques Ugine Kuhlmann (PCUK). У 1971-му внаслідок наступного злиття виник концерн Pechiney-Ugine-Kuhlmann (PUK), втім, за десятиліття по тому на тлі загальної кризи французької хімічної промисловості вона пройшла через націоналізацію, і в 1983-му PCUK увійшла до новоствореної Atochem (в 1992-му була перейменована на Elf Atochem), яка належала нафтогазовій Elf-Aquitaine. З 2000-го Elf Atochem стала Atofina, що відображало поглинання Elf-Aquitaine нафтогазовим гігантом Total.
У 1995-му повідомлялось про можливе закриття виробництва фосфору в Еп'єррі, яке було єдиним у Франції та забезпечувало сировину для цілого ряду споживачів, зокрема, хімічний завод у Фос-сюр-Мер. Втім, це не означало повної ліквідації майданчику в Еп'єррі, що продовжував функціонувати на привозному жовтому фосфорі.
У 2002-му завод продали нідерландській компанії Thermphos Group, яка в 2013-му продала свій французький підрозділ німецькій Lanxess AG. Напрям діяльності майданчику залишався все тим же — фосфорний ангідрид та поліфосфорна кислота (під останньою розуміють кислоту з вмістом фосфорного ангідриду понад 68 %).
У 2016—2017 роках в Еп'єррі почали (чи відновили) продукування естерів фосфорної кислоти, які отримують реакцією фосфорного ангідриду зі спиртом з наступною обробкою амінами.
У 2022-му в Еп'єррі виробили 5,4 тисячі тонн термічної фосфорної кислоти (в перерахунку на фосфорний ангідрид).